# Igor Domnikov
Igor Domnikov (29. května 1959 – 16. července 2000) byl ruský novinář a redaktor moskevského deníku Novaja Gazeta, zaměřující se převážně na téma korupce v podnikání. V roce 2000 byl brutálně zavražděn. Ačkoli někteří jednotlivci byli za útok na Domnikova v roce 2007 usvědčeni, podezřelý bývalý vládní úředník a duchovní otec Sergej Dorovskij, nebyl nikdy odsouzen, protože vypršela promlčecí lhůta případu.

## Osobní život
Domnikov byl ženatý s Margaritou a žil s ní v Moskvě ve stejném domě jako jeho kolega Oleg Sultanov. Mnozí Domnikovovi kolegové se domnívají, že cílem útoku byl právě Sultanov, který byl rovněž investigativní novinář, kterému bylo vyhrožováno smrtí. Předpokládají, že Domnikov byl zabit v důsledku záměny identity.

## Kariéra
Domnikov byl novinář listu Novaja Gazeta. Redigoval zde speciální projekt týkající se korupce v podnikání. Od května 1999 do února 2000 Domnikov v deníku Novaja Gazeta publikoval pět článků, v nichž kritizoval hospodářskou politiku bývalého vicegubernátora Lipecké oblasti Sergeje Dorovského.

## Úmrtí
Domnikova před jeho bytem v Moskvě napadlo několik mužů s kladivy. Po opakovaných ranách kladivy do hlavy upadl do bezvědomí. Kvůli zraněním, která utrpěl při útoku, byl odvezen do Burdenkova institutu, kde zůstal v kómatu až do své smrti o dva měsíce později.
Když byl Pavel Sopot obviněn z plánování vraždy, prohlásil: "Jsem malý a skromný podnikatel, který se kvůli své naivitě náhodou dostal do blízkosti tohoto příběhu." Sopot byl však s Dorovským ve dnech předcházejících činu v pravidelném kontaktu.
Snaha o spravedlnost vedla v srpnu 2007 k vyšetřování. Za zavraždění Domnikova bylo odsouzeno pět členů zločineckého gangu. Za vraždu a řadu dalších trestných činů byli odsouzeni k trestům odnětí svobody na 18 let až doživotí.
Deset let po útoku, 11. března 2015, byl Dorovskij obviněn z vraždy Domnikova. Přesněji byl obviněn z "navádění k úmyslnému působení těžké újmy na zdraví v důsledku profesní činnosti oběti". To přineslo pozornost v Rusku již tak populárnímu listu Novaja Gazeta, ale také další útoky. Případ byl však promlčen, proto nedošlo k trestnímu stíhání.

## Dopad
Dopad Domnikovovy vraždy se projevil v celém Rusku a zejména v mediální kultuře. V Rusku je stále více lidí stíháno za obtěžování a napadání novinářů.
Domnikov byl jen jedním z řady zavražděných novinářů listu Novaja gazeta. Po vraždě reportérů, jako byli Stanislav Markelov, Anastasia Baburová, Anna Politkovská, Jurij Ščekočichin, nebo právě Domnikov, Novaja Gazeta hovořila o tom, že svým reportérům a právníkům dodá zbraně na jejich ochranu. Vraždy reportérů pracujících pro deník Novaja Gazeta jsou velkou ranou pro Rusko, protože podle Dmitrije Muratova je tento list jedinými kritickými novinami v Rusku.

## Reakce
Koïchiro Matsuura, generální ředitel UNESCO, řekl: "Násilné činy proti novinářům jsou útokem na svobodu projevu a porušením práva - zakotveného v Článku 19 Všeobecné deklarace lidských práv - vyhledávat, přijímat a šířit informace a myšlenky prostřednictvím jakýchkoli médií."
Joel Simon, výkonný ředitel Výboru na ochranu novinářů, řekl: "Poprvé od roku 2000, kdy nastoupil Vladimir Putin do funkce prezidenta bylo v případě vraždy novináře dosaženo spravedlnosti."
Ředitel Centra extrémní žurnalistiky řekl: "Obávám se, že se Domnikovův případ stane dalším z dlouhé řady nevyřešených případů vražd novinářů."
Novaja Gazeta vystavuje fotografii na počest zesnulého Igora Domnikova ve vitríně ve vestibulu své hlavní budovy v Moskvě. Sokolov, bývalý Domnikovův kolega, v narážce na zbití a vraždu novináře prohlásil, že "to všechno byl tragický omyl". Mnozí Domnikovovi kolegové se totiž stále domnívají, že vražda byla důsledkem záměny identity. "Myslíme si, že si Igora Domnikova spletli s Olegem Sultanovem," prohlásil dnes již zesnulý Dominikovův přítel a spolupracovník Jurij Ščekočichin.

## Ocenění

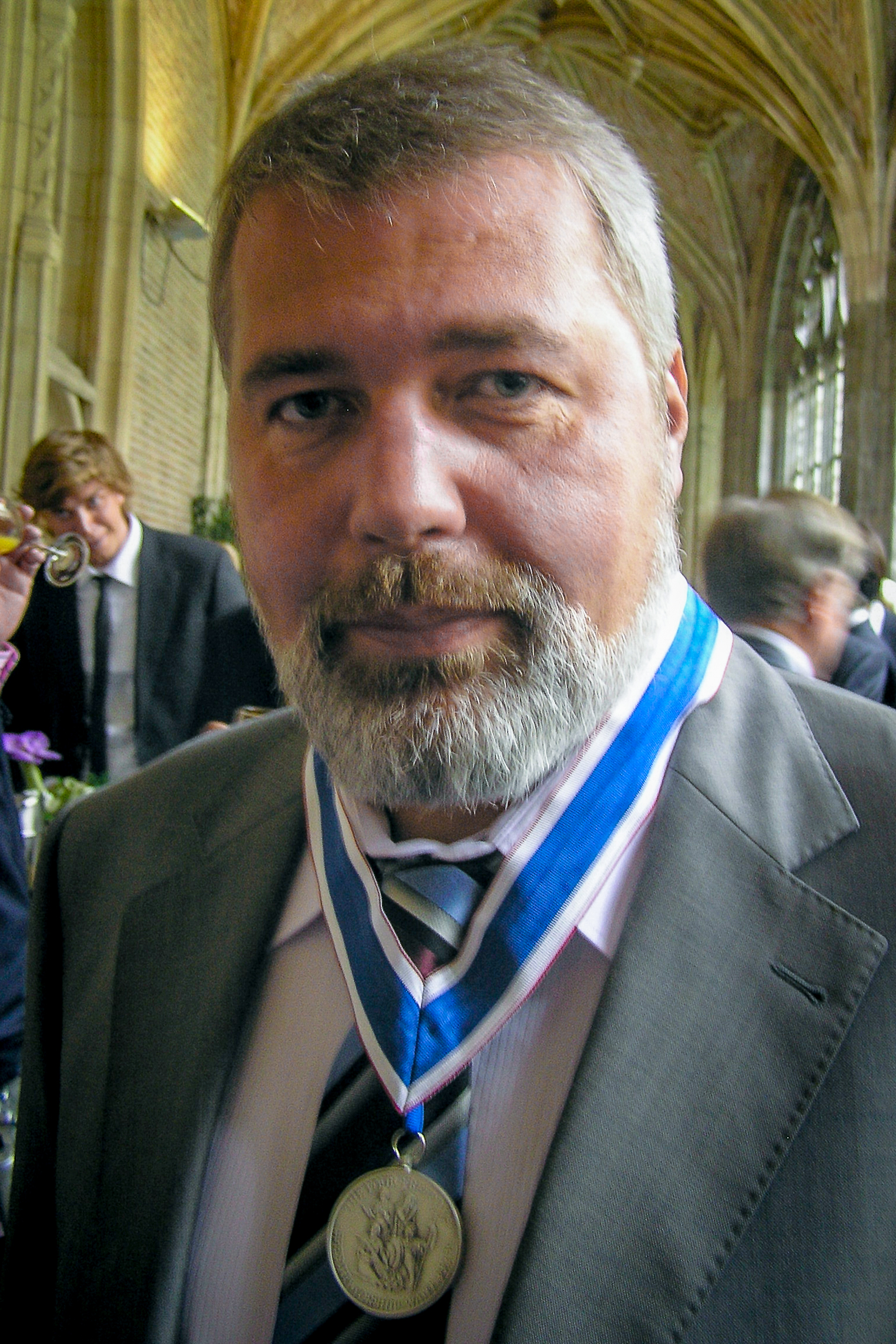
Bývalý šéfredaktor Dmitrij Muratov krátce poté, co převzal cenu Four Freedoms Award jménem Domnikova a dalších kolegů z redakce listu Novaja Gazeta

Po jeho smrti, při udílení ceny Freedom of Speeech v roce 2010, bylo jemu a dalším čtyřem novinářům z listu Novaja gazeta - Stanislavu Markelovovi, Anastasii Baburové, Anně Politkovské a Juriji Ščekočichinovi - přiznáno, že zaplatili nejvyšší cenu v boji za svobodu slova.